# Cobitis
Genre
Cobitis est un genre paléarctique de poissons à nageoires rayonnées de la famille des Cobitidés. Il contient diverses espèces de loches épineuses, y compris la bien connue Loche de rivière  (C. taenia) de l'ouest de l'Eurasie tempérée.
Ce genre regroupait près de 60 espèces à la mi-2008, au moins deux non-décrites sont également connues.
Un certain nombre d'espèces que regroupait également le genre et donc très proches, sont aujourd'hui passées sous le genre Sabanejewia.

## Liste des espèces
Selon FishBase (07 juillet 2015) :

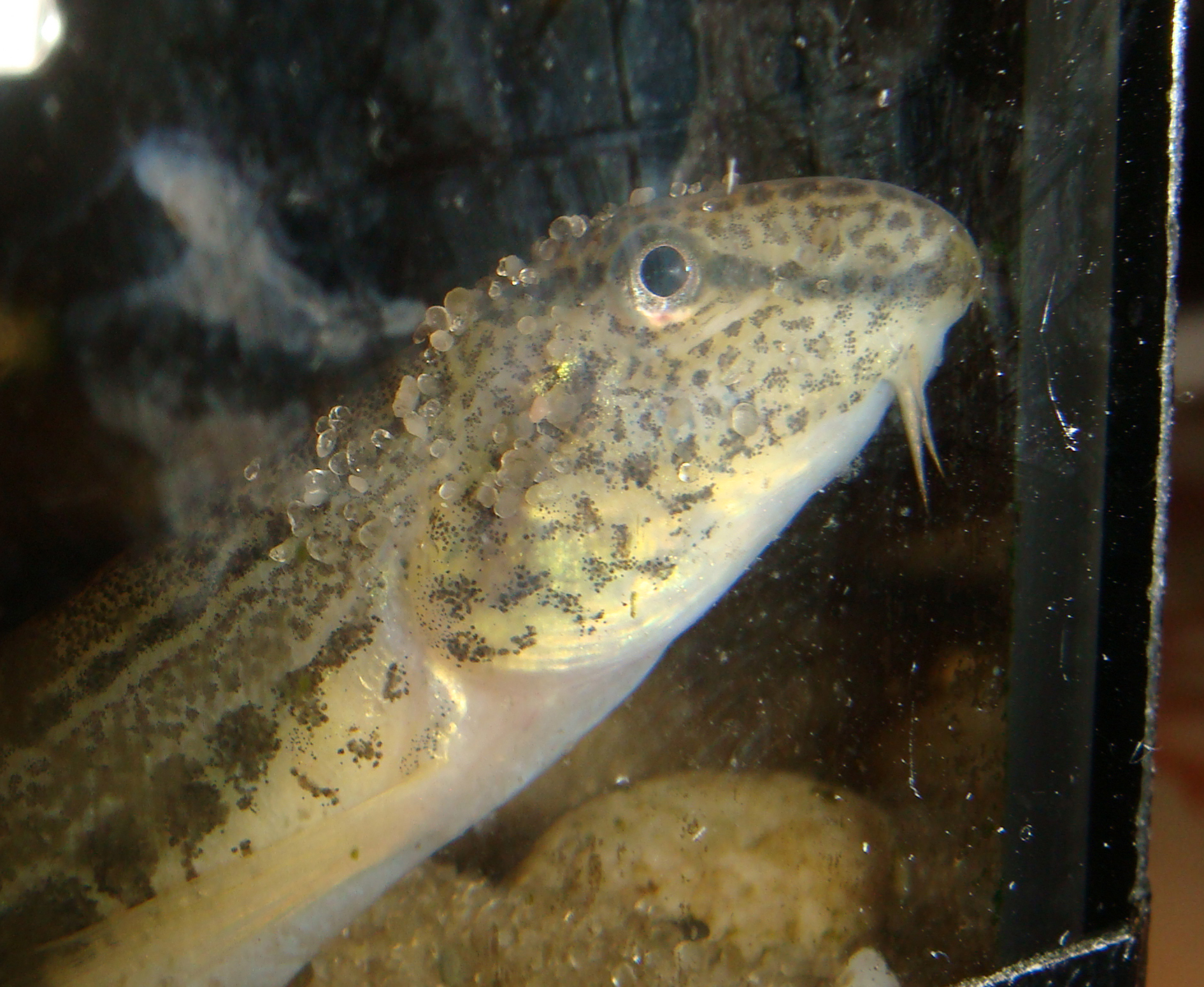
Cobitis tanaitica

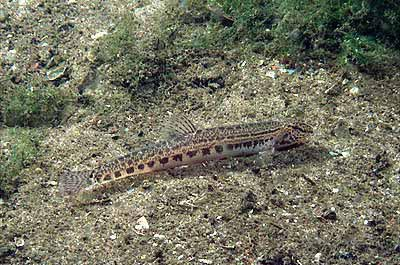
Cobitis taenia

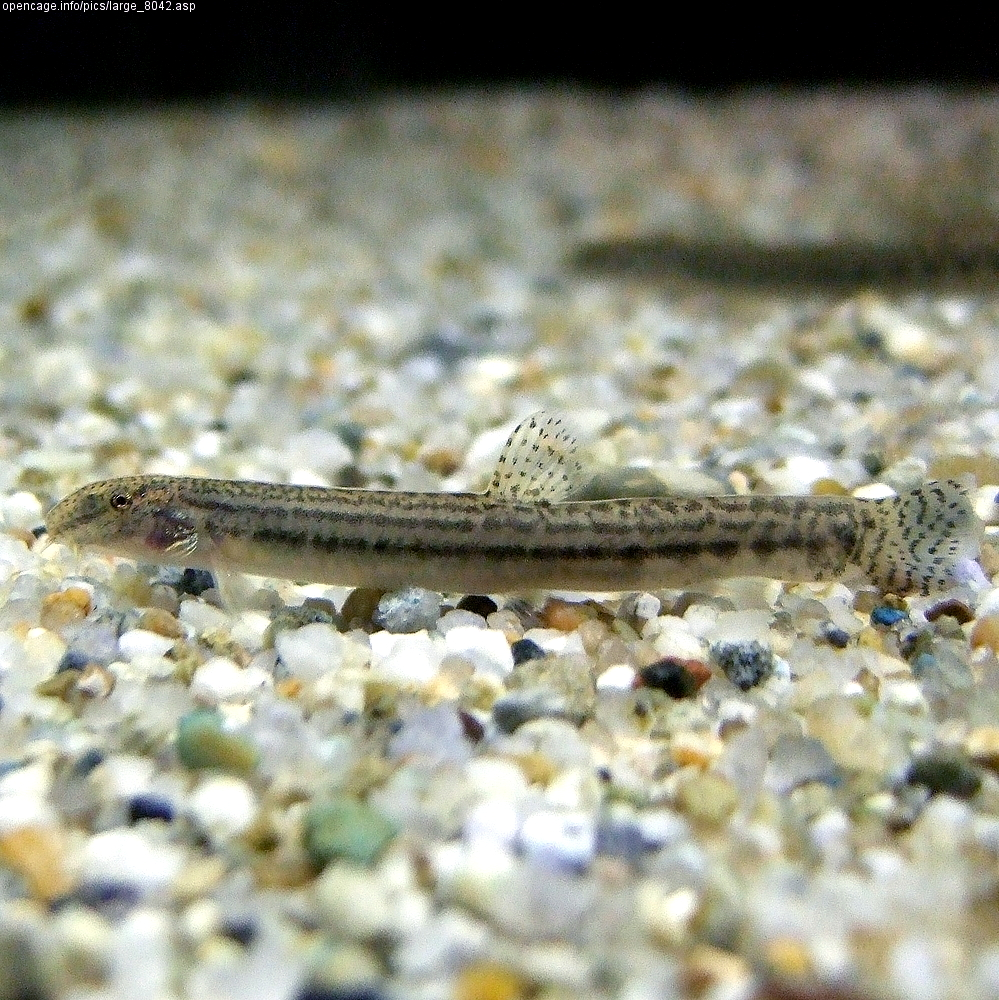
Cobitis shikokuensis

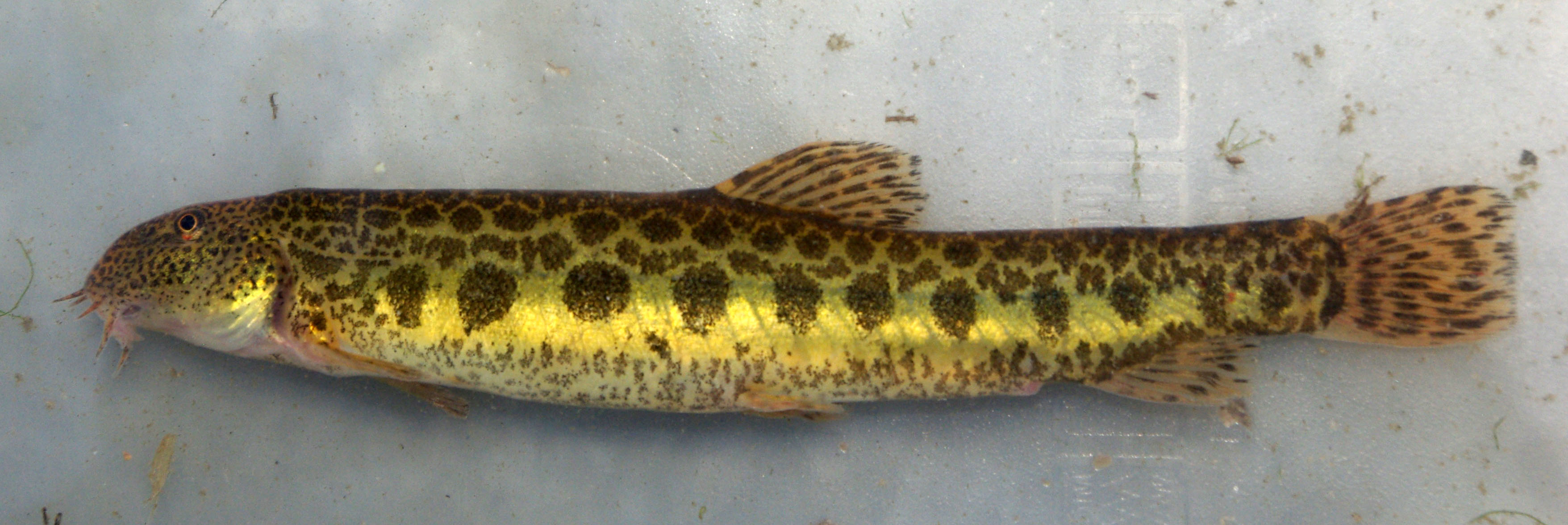
Cobitis paludica

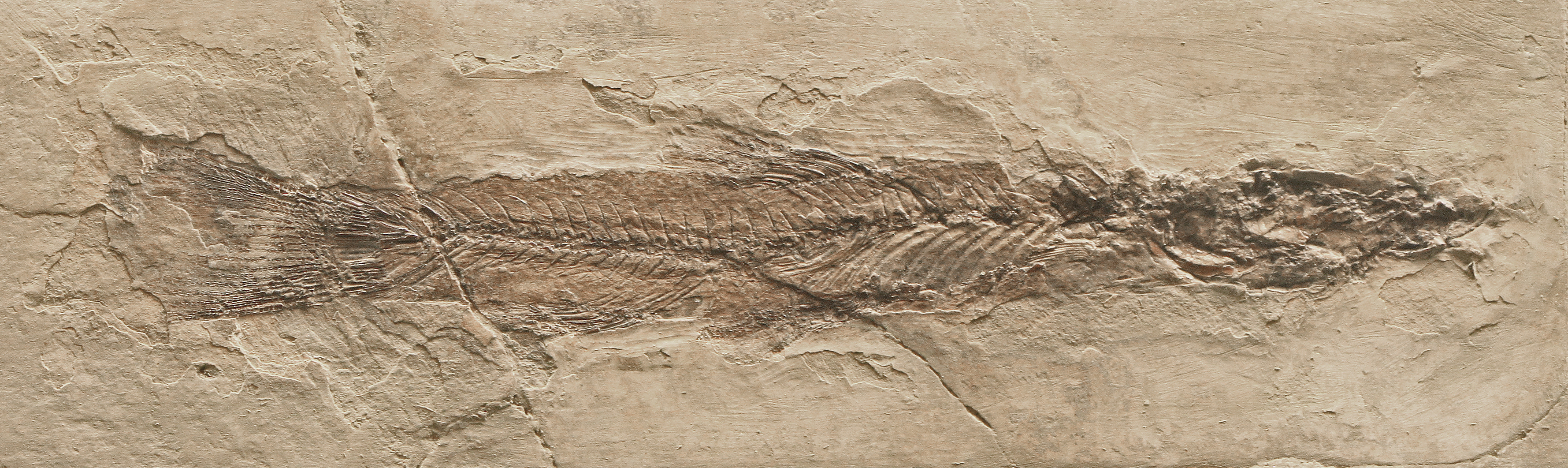
Cobitis cephalotes fossile.

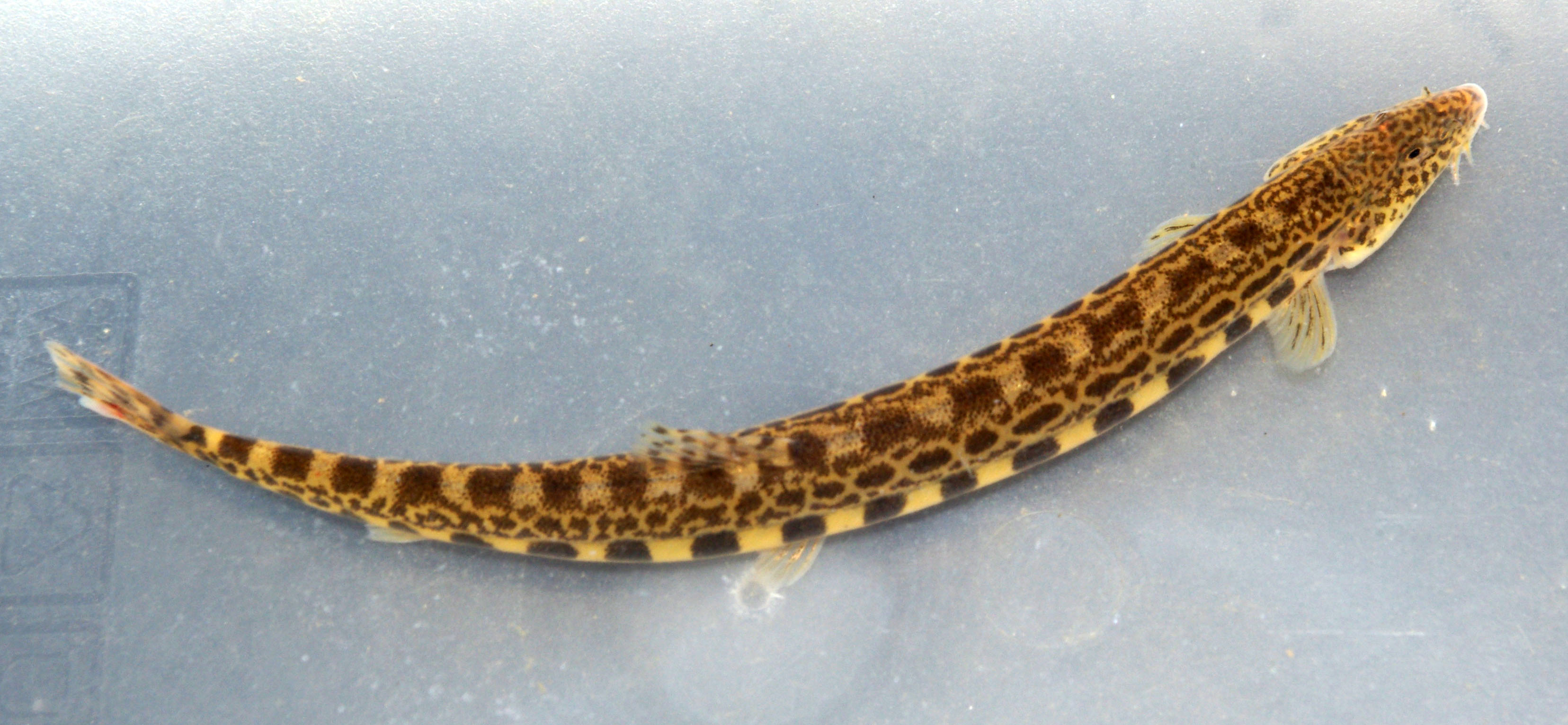
Cobitis calderoni

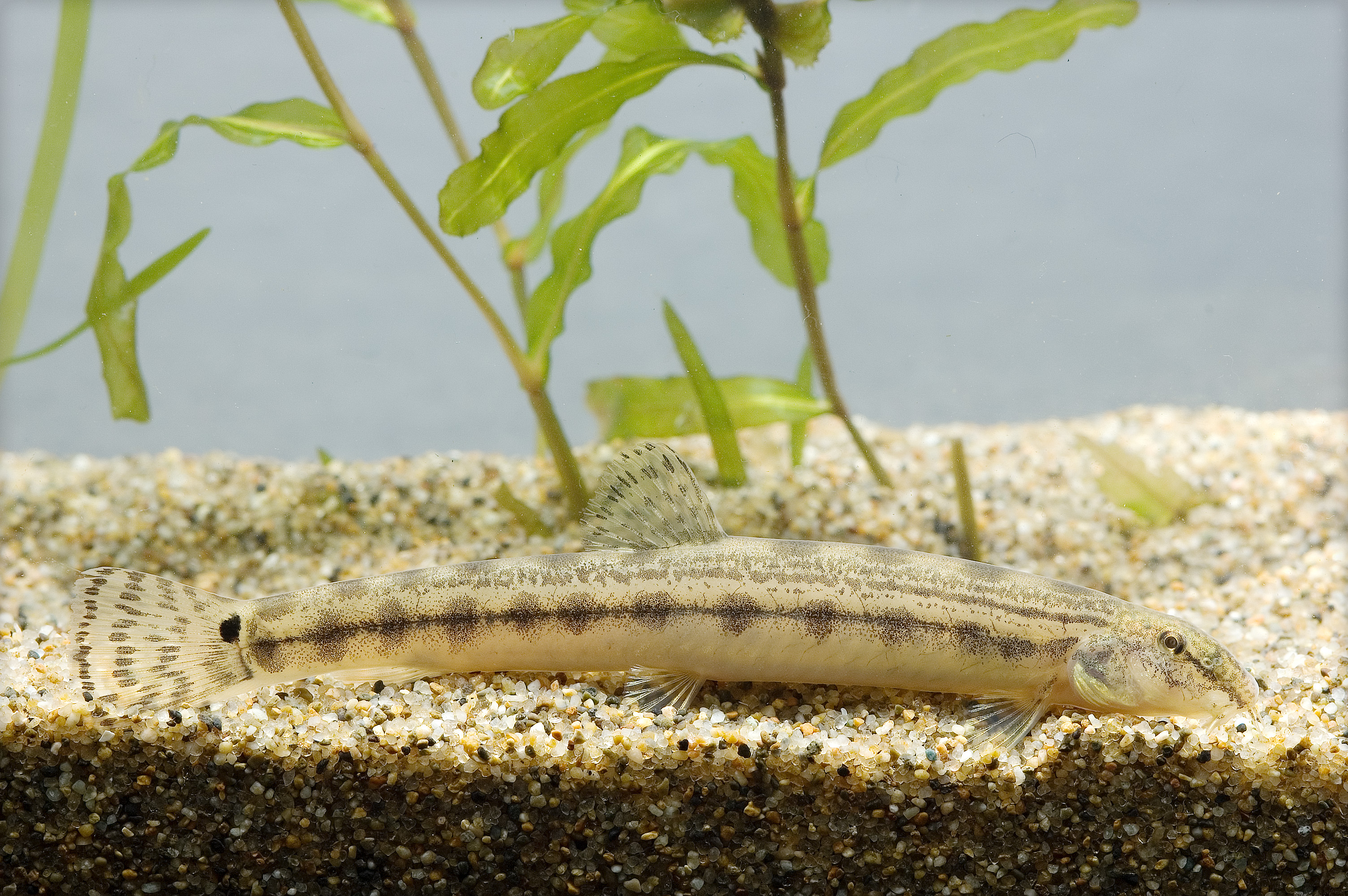
Cobitis biwae

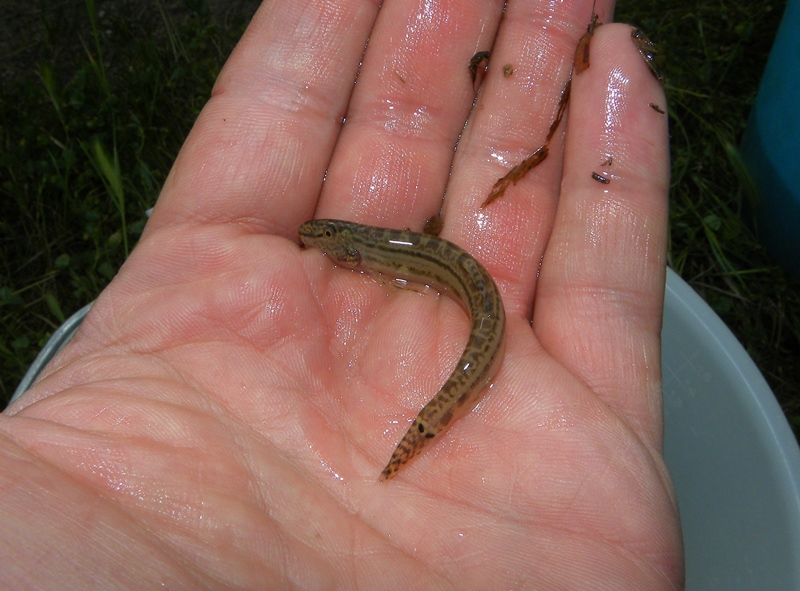
Cobitis bilineata

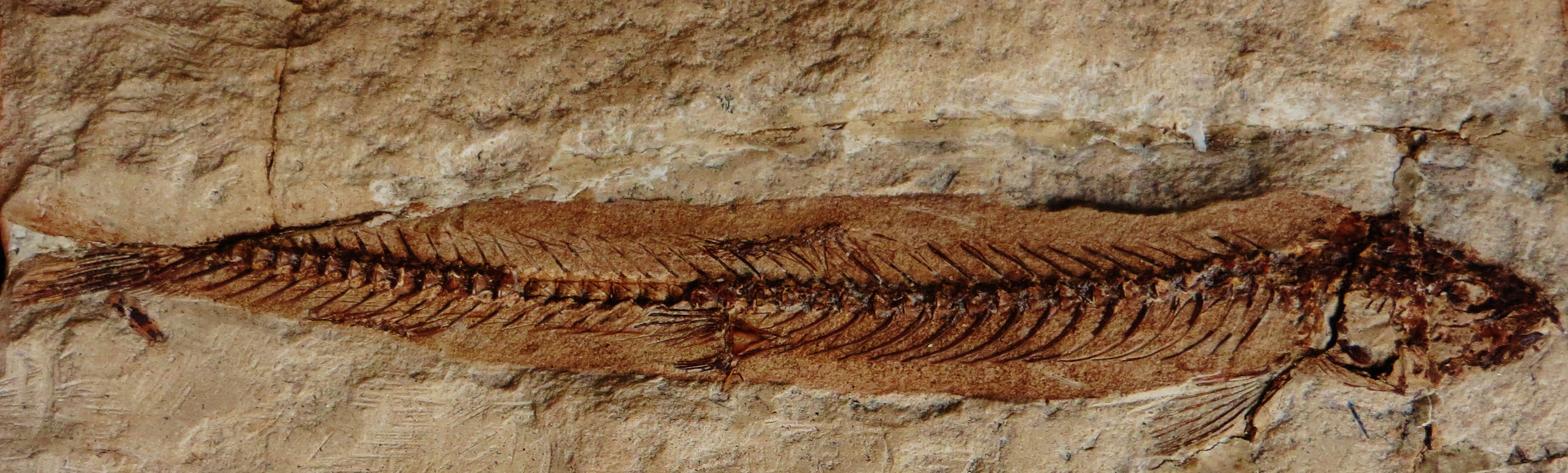
Cobitis sp. fossile.

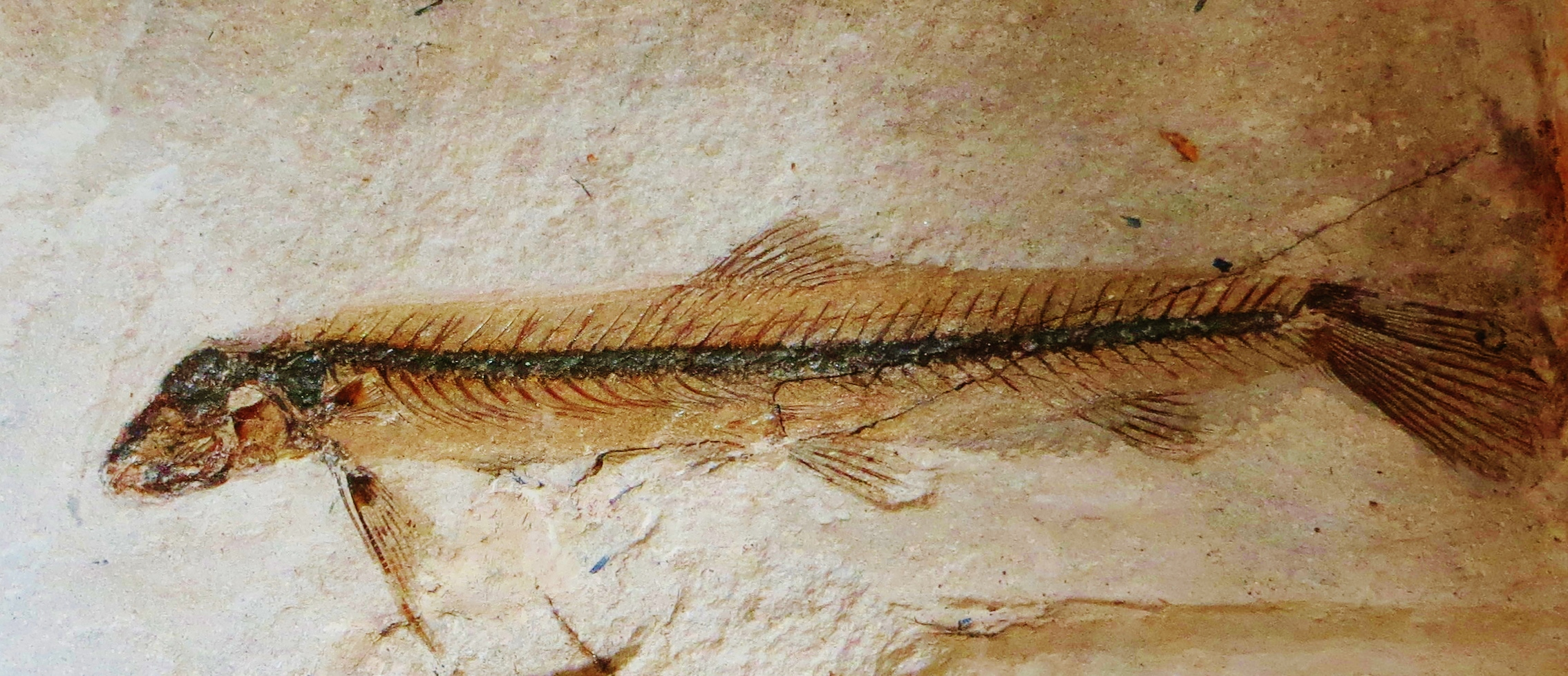
Cobitis sp. fossile.

- Cobitis albicoloris Chichkoff, 1932
- Cobitis amphilekta Vasil'eva & Vasil'ev, 2012[4]
- Cobitis arachthosensis Economidis & Nalbant, 1996
- Cobitis arenae (Lin, 1934)
- Cobitis australis Chen, Chen & He, 2013[5]
- Cobitis bilineata Canestrini, 1865
- Cobitis bilseli Battalgil, 1942
- Cobitis biwae Jordan & Snyder, 1901
- Cobitis calderoni Băcescu, 1962
- Cobitis choii Kim & Son, 1984
- Cobitis crassicauda Chen & Chen, 2013[6]
- Cobitis dalmatina Karaman, 1928
- Cobitis dolichorhynchus Nichols, 1918
- Cobitis elazigensis Coad & Sarieyyüpoglu, 1988
- Cobitis elongata Heckel & Kner, 1858
- Cobitis elongatoides Băcescu & Mayer, 1969[1]
- Cobitis evreni Erk'akan, Özeren & Nalbant, 2008
- Cobitis fahirae Erk'akan, Atalay-Ekmekçi & Nalbant, 1998
- Cobitis faridpaki Mousavi-Sabet, Vasil'eva, Vatandoust & Vasil'ev, 2011[7]
- Cobitis fasciola Chen & Chen, 2013[6]
- Cobitis gladkovi Vasil'ev & Vasil'eva, 2008
- Cobitis guttatus (Nguyen, 2005)
- Cobitis hankugensis Kim, Park, Son & Nalbant, 2003
- Cobitis hellenica Economidis & Nalbant, 1996
- Cobitis illyrica Freyhof & Stelbrink, 2007
- Cobitis jadovaensis Mustafic & Mrakovcic, 2008
- Cobitis kaibarai Nakajima, 2012[8]
- Cobitis kellei Erk'akan, Atalay-Ekmekçi & Nalbant, 1998
- Cobitis keyvani Sabet, Yerli, Vatandoust, Özeren & Moradkhani, 2012[9]
- Cobitis kurui Erk'akan, Atalay-Ekmekçi & Nalbant, 1998 - (précédemment inclus dans C. vardarensis)
- Cobitis laoensis (Sauvage, 1878)
- Cobitis lebedevi Vasil'eva & Vasil'ev, 1985
- Cobitis levantina Krupp & Moubayed, 1992
- Cobitis linea (Heckel, 1847)
- Cobitis longitaeniatus Ngô, 2008
- Cobitis lutheri Rendahl, 1935
- Cobitis macrostigma Dabry de Thiersant, 1872
- Cobitis magnostriata Nakajima, 2012[8]
- Cobitis maroccana Pellegrin, 1929
- Cobitis matsubarai Okada & Ikeda, 1939
- Cobitis megaspila Nalbant, 1993
- Cobitis melanoleuca Nichols, 1925
- Cobitis meridionalis Karaman, 1924
- Cobitis microcephala Chen & Chen, 2011
- Cobitis minamorii Nakajima, 2012
- Cobitis multimaculata Chen & Chen, 2011
- Cobitis narentana Karaman, 1928 - (précédemment inclus dans C. taenia)
- Cobitis nuicocensis Nguyen & Vo, 2005
- Cobitis ohridana Karaman, 1928 - (précédemment inclus dans C. taenia)
- Cobitis pacifica Kim, Park & Nalbant, 1999
- Cobitis paludica (de Buen, 1930)
- Cobitis phongnhaensis Ngô, 2008
- Cobitis phrygica Battalgazi, 1944
- Cobitis pontica Vasil'eva & Vasil'ev, 2006
- Cobitis puncticulata Erk'akan, Atalay-Ekmekçi & Nalbant, 1998
- Cobitis punctilineata Economidis & Nalbant, 1996
- Cobitis rara Chen, 1981
- Cobitis rhodopensis Vassilev, 1998
- Cobitis satunini Gladkov, 1935
- Cobitis shikokuensis Suzawa, 2006
- Cobitis sibirica Gladkov, 1935
- Cobitis simplicispina Hankó, 1925
- Cobitis sinensis Sauvage & Dabry de Thiersant, 1874
- Cobitis splendens Erk'akan, Atalay-Ekmekçi & Nalbant, 1998
- Cobitis squataeniatus Ngô, 2008
- Cobitis stenocauda Chen & Chen, 2013[6]
- Cobitis stephanidisi Economidis, 1992
- Cobitis striata Ikeda, 1936
- Cobitis strumicae Karaman, 1955
- Cobitis taenia Linnaeus, 1758
- Cobitis takatsuensis Mizuno, 1970
- Cobitis tanaitica Băcescu & Mayer, 1969[1]
- Cobitis taurica Vasil'eva, Vasil'ev, Janko, Ráb & Rábová, 2005
- Cobitis tetralineata Kim, Park & Nalbant, 1999
- Cobitis trichonica Stephanidis, 1974
- Cobitis turcica Hankó, 1925
- Cobitis vardarensis Karaman, 1928
- Cobitis vettonica Doadrio & Perdices, 1997
- Cobitis ylengensis Ngô, 2003
- Cobitis zanandreai Cavicchioli, 1965
- Cobitis zhejiangensis Son & He, 2005

### Espèces récentes
- Cobitis avicennae Hamed Mousavi-Sabet, Saber Vatandoust, Hamid Reza Esmaeili, Matthias F. Geiger & Jörg Freyhof, 2015[10]
- Cobitis damlae Füsun Erk'akan & Filiz Özdemir, 2014 [11]
- Cobitis minamorii Jun Nakajima, 2012[8]
  - Cobitis minamorii minamorii Jun Nakajima, 2012[8]
  - Cobitis minamorii oumiensis Jun Nakajima, 2012[8]
  - Cobitis minamorii saninensis Jun Nakajima, 2012[8]
  - Cobitis minamorii tokaiensis Jun Nakajima, 2012[8]
  - Cobitis minamorii yodoensis Jun Nakajima, 2012[8]
- Cobitis striata Hyozi Ikeda, 1936
  - Cobitis striata fuchigamii Jun Nakajima, 2012[8]
  - Cobitis striata hakataensis Jun Nakajima, 2012[8]
  - Cobitis striata striata Hyozi Ikeda, 1936
- Cobitis sakahoko Jun Nakajima & Yuzuru Suzawa, 2015[12]

### Incertae sedis
- Cobitis arenae S. Y. Lin, 1934 (genre Cobitis incertain)
- Cobitis guttatus V. H. Nguyễn, 2005 (espèce appartenant probablement au genre Cobitis, mais l'espèce est incertaine)
- Cobitis lachnostoma Rutter, 1897 (espèce inquirenda dans Cobitis)

#### Non décrites
- Cobitis sp. nov. A 'Bosnia-Croatia' [1].
- Cobitis sp. nov. B 'Albania-Macedonia' [1].